# Lluís Millet i Loras
Lluís Millet i Loras (Barcelona, 15 de mayo de 1939-7 de marzo de 2019) fue un músico y musicólogo catalán, director del Orfeón Catalán entre 1977 y 1981. Escribió durante años numerosos artículos y estudios sobre temática musical en varias publicaciones especializadas.
Tuvo un destacado papel en la recuperación de la Revista Musical Catalana, de la cual fue miembro fundador en su segunda etapa a partir de 1984, junto con Pere Artís o Jaume Comellas, y fue el director musical hasta el 2011. También impulsó el ciclo «El Primer Palau» en 1996 y fue asesor musical de la Fundación Orfeón Catalán-Palau de la Música Catalana.
Era hijo de Lluís Maria Millet i Millet y nieto de Lluís Millet i Pagés.